# Heidi Alexander
Heidi Alexander, née le 17 avril 1975 à Swindon dans le Wiltshire, est une femme politique britannique, membre du Parti travailliste (Labour).
Elle est élue députée de la circonscription de Lewisham East lors des élections générales de 2010. Elle occupe également le poste de secrétaire d'État à la Santé au sein du cabinet fantôme de Jeremy Corbyn de septembre 2015 à juin 2016.
Le 8 mai 2018, Heidi Alexander annonce qu'elle quitterait la Chambre des Communes pour servir dans l'Autorité du Grand Londres sous Sadiq Khan.
En juillet 2024, elle redevient députée de la circonscription de South Swindon en battant le conservateur sortant Robert Buckland et est nommée ministre d'État aux Tribunaux et aux Services juridiques dans le gouvernement de Keir Starmer. Elle devient ministre des Transports le 29 novembre 2024.

## Carrière
Heidi Alexander naît à Swindon, dans le Wiltshire. Ses parents sont Malcolm Alexander, électricien, et Elaine Alexander (née Lanham). Elle est scolarisée à la Churchfields Comprehensive School et au New College Sixth Form. Elle étudie au Grey College, à Durham,, où elle obtient une licence en géographie et une maîtrise en changement urbain et régional européen.
Elle effectue un stage de six mois dans le bureau de Cherie Blair au 10 Downing Street en 1998. Elle travaille en tant que chercheuse parlementaire pour la députée de Lewisham Joan Ruddock de 1999 à 2005, et en tant que responsable des campagnes pour l'organisation caritative Clothes Aid de 2005 à 2006.

## Carrière politique

### Collectivité locale
Alexander est membre du conseil de l'arrondissement londonien de Lewisham pour Evelyn depuis une élection partielle en 2004 jusqu'en 2010. Elle est maire adjointe de Lewisham et membre du conseil des ministres. Membre de la commission de la régénération de 2006 à 2010. Alexander est choisi comme candidat travailliste pour Lewisham East en octobre 2009, et élu au Parlement lors des élections générales de 2010.

### Chambre des Communes
Peu après son élection au Parlement, Alexander est nommé secrétaire parlementaire privé de Mary Creagh, alors secrétaire d'État à l'environnement. Elle devient whip de l'opposition en 2012, et est promue ministre suppléant pour Londres et whip principal de l'opposition en 2013. Elle est membre de la commission des communautés et du gouvernement local de 2010 à 2012 et de la commission de la santé de 2016 à 2017.
À la suite de l'élection de Jeremy Corbyn à la tête du parti travailliste en septembre 2015, Alexander rejoint le cabinet fantôme en tant que secrétaire d'État à la santé. Le projet de loi sur le rétablissement du NHS échoue en mars 2016, lorsque Heidi Alexander est secrétaire d'État à la santé. Caroline Lucas accuse le manque de soutien du parti travailliste d'être le principal facteur ayant permis aux députés conservateurs de bloquer le projet de loi par le biais d'une « motion de clôture ». De nombreux députés travaillistes refusent de soutenir le projet de loi, dont l'objectif est d'inverser et d'empêcher la privatisation au sein du NHS.
Heidi Alexander devient la première ministre du cabinet fantôme à démissionner en juin 2016, appelant à un nouveau chef de parti après le référendum sur l'UE et la destitution d'Hilary Benn. Dans un article d'opinion publié dans The Guardian, Alexander s'exprime sur cette démission : « J'ai adoré être secrétaire d'État à la santé. Mais je détestais faire partie du cabinet fantôme... parce qu'il...était totalement dysfonctionnel [...] et si inepte, si peu professionnel, si peu soigné ».

### Maire adjoint de Londres
En mai 2018, Alexander démissionne de son siège au Parlement pour devenir maire adjoint de Londres chargé des transports sous la direction de Sadiq Khan,. Elle est vice-présidente de Transport for London, et reste au conseil d'administration de l'organisme jusqu'à l'ouverture de Crossrail.
Dans le cadre de ses fonctions, elle est chargée de maintenir les transports londoniens pendant la pandémie de COVID-19 et en menant plusieurs cycles de négociations sur le plan de sauvetage du gouvernement. Elle est notamment employée à résoudre les retards dans l'ouverture de Crossrail et la réouverture du Hammersmith Bridge et se met au vélo pour promouvoir ce mode de transport.
Elle quitte ses fonctions en 2022 pour « réfléchir à la suite de sa carrière ».

### Retour au Parlement
En juin 2022, Alexander annonce son intention de se présenter comme candidate du parti travailliste pour Swindon South. Elle est choisie en juillet 2022 comme candidate parlementaire potentielle pour ce siège, et remporte les élections générales de 2024. Après avoir été élue, Alexander est nommée au gouvernement en tant que ministre d'État au ministère de la justice.
Elle est nommée ministre des Transports le 29 novembre 2024.